# Suchy Potok (dopływ Słonecznego Potoku)
Suchy Potok – okresowy ciek w północno-zachodniej Polsce, wpadający do Nowego Stawu. Płynie przez Puszczę Bukową w województwie zachodniopomorskim.
Suchy Potok wypływa z północno-zachodniego krańca Wielkiego Moczaru zwanego Surowizną i obecnie uchodzi do Nowego Stawu. Dalsza część jego doliny jest sucha ponieważ w 1972 roku strumień skierowano inną drogą. Dolina jest bardzo malownicza i urozmaicona, na dwu odcinkach przypomina "kanion". Zanika w obrębie rezerwatu Źródliskowa Buczyna w miejscu, skąd wypływa inny strumień płynący do jeziora Glinna. W korycie liczne głazy narzutowe. Doliną potoku prowadzi  Szlak im. Stanisława Grońskiego.